# Conothele fragaria
Conothele fragaria (synoniem: Ummidia fragaria) là một loài nhện trong họ Ctenizidae.
Loài này thuộc chi Conothele. Conothele fragaria được miêu tả năm 1887 bởi Dönitz.

## Hình ảnh

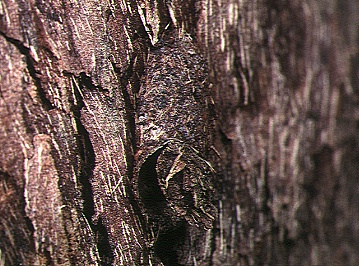